# Waltham Abbey
Waltham Abbey este un oraș în comitatul Essex, regiunea East, Anglia. Orașul se află în districtul Epping Forest. Orașul este numit după Abația Waltham în jurul căreia acesta s-a dezvoltat.